# Reveniment

Tractaments tèrmics

Diagrama ferro carboni a la zona dels acers

El reveniment (en anglés: tempering) constitueix un tractament tèrmic que s'efectua a un acer que ha estat prèviament trempat. Consisteix a escalfar el metall trempat fins a una temperatura determinada, exposar-lo a aquesta temperatura durant un temps determinat i refredar-lo a un ritme adequat, amb l'objectiu de modificar-ne les seves propietats mecàniques.
Després del tremp (en anglés: Quenching), en què el material experimenta un refredament molt ràpid fins a temperatura ambient, l'acer és especialment fràgil, i poc adequat per a ser emprat en segons quins processos industrials.
Mitjançant el reveniment, s'aconsegueix que la peça adquireixi major tenacitat, al mateix temps que s'eliminen les tensions internes provocades pel tremp. Així mateix, la seva duresa pot disminuir, fet que facilita la posterior mecanització de la peça, en cas de ser necessària.

## Influència de la temperatura de reveniment
En funció de la temperatura que s'assoleix al reveniment, així com del temps que es manté aquesta temperatura i de la velocitat de refredament, s'aconsegueixen uns resultats diferents pel que fa a les propietats mecàniques de l'acer. És per això que es distingeixen tres tipus de reveniment.

### Reveniment a baixa temperatura
En aquesta variant del reveniment, s'efectua un escalfament fins als 150-250 °C. Aquest procés modifica les propietats mecàniques de forma que la resistència del material augmenta, mentre que la duresa no disminueix de forma notòria. Les tensions internes experimenten una disminució. La durada del reveniment és d'entre 1 i 2,5 hores.
La composició de l'acer tractat influeix en la variabilitat d'aquestes propietats. En particular, l'acer trempat amb un contingut mitjà-alt de carboni manté una duresa compresa entre 58 i 64 HRC, fet que es tradueix en una resistència al desgast elevada.
Per les seves propietats mecàniques, el procés de reveniment de baixa temperatura es destina a eines de tall fabricades amb acers al carboni, així com peces que suporten el tremp superficial.

### Reveniment a temperatura mitjana
Aquest procés eleva el metall a 350-500 °C. Pel que fa a les propietats mecàniques, el límit elàstic augmenta de forma significativa, mentre que la duresa es manté al voltant de 40-50 HRC. Així mateix, la viscositat es veu incrementada.
Aquesta variant del reveniment s'aplica per a tractar elements mecànics com resorts o ballestes, entre d'altres.

### Reveniment a alta temperatura
En aquest cas, l'acer s'eleva fins a 500-680 °C. La resiliència del material augmenta notòriament, i les tensions internes queden quasi neutralitzades. Pel que fa a la resistència i la duresa del material, ambdues experimenten una disminució, però tot i així conserven un nivell prou elevat.
A la següent taula s'observen les aplicacions d'alguns dels materials obtinguts a diferents temperatures.
| Color característic | Temperatura de reveniment | Possible aplicació        |
| ------------------- | ------------------------- | ------------------------- |
| Palla clar          | 220                       | Broques i eines similars  |
| Palla mitjà         | 240                       | freses, punxons           |
| Palla fosc          | 255                       | Martells                  |
| Morat               | 270                       | Arbres, cisells per fusta |
| Blau fosc           | 300                       | cisells per acer          |
| Blau clar           | 320                       | ressorts, tornavís        |

## Fases del reveniment
- Escalfament

L'acer trempat s'escalfa a una temperatura adequada, tenint en compte les propietats mecàniques que es pretenen modificar en cada cas concret. En funció d'això, s'efectua un escalfament a baixa, mitjana o alta temperatura. En qualsevol dels casos, s'ha de garantir que la temperatura assolida no sigui massa elevada.
- Manteniment de la temperatura

Mantenir la temperatura assolida durant l'estona adequada és un aspecte important. En el cas del reveniment a baixa temperatura, cal mantenir el nivell tèrmic entre 1 hora i 2,5 hores, ja que en ser més baixa la temperatura resulta més complicat garantir que s'ha assolit un equilibri tèrmic a tots els punts de la peça.
- Refredament

El temps de refredament també s'ha d'adaptar al material emprat i a les propietats desitjades. Entre més lent s'efectua el refredament, més disminueixen les tensions internes del material. Així mateix, un refredament massa ràpid pot crear noves tensions al material.
Quan es desitja alentir el refredament, s'efectua un refredament amb aire, mentre que l'ús d'oli o aigua accelera el procés.